# Seznam ministrů vnitra České republiky
Seznam ministrů vnitra České republiky  představuje chronologický přehled osob, členů vlády České republiky, působících v tomto úřadu:

## V rámci československé federace
| Pořadí | Portrét               | Ministr          | Funkční období     | Funkční období     | Funkční období | Strana                          | Strana | Vláda    |
| Pořadí | Portrét               | Ministr          | Nástup do úřadu    | Opuštění úřadu     | Dny v úřadu    | Strana                          | Strana | Vláda    |
| ------ | --------------------- | ---------------- | ------------------ | ------------------ | -------------- | ------------------------------- | ------ | -------- |
| 1.     | Není dostupný portrét | Josef Grösser    | 8. ledna 1969      | 23. října 1970     | 653            |                                 | KSČ    | Rázl     |
| 1.     | Není dostupný portrét | Josef Grösser    | 8. ledna 1969      | 23. října 1970     | 653            | Kempný a Korčák                 | KSČ    |          |
| 2.     | Není dostupný portrét | Josef Jung       | 23. října 1970     | 21. dubna 1988     | 6390           | Kempný a Korčák                 | KSČ    |          |
| 2.     | Není dostupný portrét | Josef Jung       | 23. října 1970     | 21. dubna 1988     | 6390           | Korčák II.                      | KSČ    |          |
| 2.     | Není dostupný portrét | Josef Jung       | 23. října 1970     | 21. dubna 1988     | 6390           | Korčák III.                     | KSČ    |          |
| 2.     | Není dostupný portrét | Josef Jung       | 23. října 1970     | 21. dubna 1988     | 6390           | Korčák IV.                      | KSČ    |          |
| 2.     | Není dostupný portrét | Josef Jung       | 23. října 1970     | 21. dubna 1988     | 6390           | Korčák, Adamec, Pitra a Pithart | KSČ    |          |
| 3.     | Není dostupný portrét | Václav Jireček   | 21. dubna 1988     | 5. prosince 1989   | 593            | Korčák, Adamec, Pitra a Pithart | KSČ    |          |
| 4.     |                       | Antonín Hrazdíra | 5. prosince 1989   | 29. června 1990    | 206            | Korčák, Adamec, Pitra a Pithart | KSČ    |          |
| 5.     |                       | Tomáš Hradílek   | 29. června 1990    | 14. listopadu 1990 | 138            |                                 | OF     | Pithart  |
| 6.     |                       | Tomáš Sokol      | 14. listopadu 1990 | 2. července 1992   | 596            |                                 | OF     | Pithart  |
| 6.     | OH                    | Tomáš Sokol      | 14. listopadu 1990 | 2. července 1992   | 596            |                                 |        | Pithart  |
| 7.     |                       | Jan Ruml         | 2. července 1992   | 31. prosince 1992  | 182            |                                 | ODS    | Klaus I. |

## V rámci samostatné republiky
| Pořadí | Portrét               | Ministr          | Funkční období    | Funkční období    | Funkční období | Strana | Strana                        | Vláda        |
| Pořadí | Portrét               | Ministr          | Nástup do úřadu   | Opuštění úřadu    | Dny v úřadu    | Strana | Strana                        | Vláda        |
| ------ | --------------------- | ---------------- | ----------------- | ----------------- | -------------- | ------ | ----------------------------- | ------------ |
| 1.     |                       | Jan Ruml         | 1. ledna 1993     | 7. listopadu 1997 | 1771           |        | ODS                           | Klaus I.     |
| 1.     | Klaus II.             | Jan Ruml         | 1. ledna 1993     | 7. listopadu 1997 | 1771           |        | ODS                           |              |
| 2.     |                       | Jindřich Vodička | 8. listopadu 1997 | 2. ledna 1998     | 55             |        | ODS                           |              |
| 3.     |                       | Cyril Svoboda    | 2. ledna 1998     | 22. července 1998 | 201            |        | KDU-ČSL                       | Tošovský     |
| 4.     | Není dostupný portrét | Václav Grulich   | 22. července 1998 | 4. dubna 2000     | 622            |        | ČSSD                          | Zeman        |
| 5.     | Stanislav Gross       | Stanislav Gross  | 5. dubna 2000     | 4. srpna 2004     | 1582           | Zeman  | ČSSD                          |              |
| 5.     | Stanislav Gross       | Stanislav Gross  | 5. dubna 2000     | 4. srpna 2004     | 1582           | Špidla | ČSSD                          |              |
| 6.     |                       | František Bublan | 4. srpna 2004     | 4. září 2006      | 761            | Gross  | ČSSD                          |              |
| 6.     | Paroubek              | František Bublan | 4. srpna 2004     | 4. září 2006      | 761            |        | ČSSD                          |              |
| 7.     |                       | Ivan Langer      | 4. září 2006      | 8. května 2009    | 977            |        | ODS                           | Topolánek I. |
| 7.     | Topolánek II.         | Ivan Langer      | 4. září 2006      | 8. května 2009    | 977            |        | ODS                           |              |
| 8.     |                       | Martin Pecina    | 8. května 2009    | 13. července 2010 | 431            |        | nestraník nom. ČSSD           | Fischer      |
| 9.     |                       | Radek John       | 13. července 2010 | 21. dubna 2011    | 282            |        | VV                            | Nečas        |
| 10.    |                       | Jan Kubice       | 21. dubna 2011    | 10. července 2013 | 811            |        | nestraník za LIDEM (dříve VV) | Nečas        |
| 11.    |                       | Martin Pecina    | 10. července 2013 | 29. ledna 2014    | 203            |        | nestraník                     | Rusnok       |
| 12.    |                       | Milan Chovanec   | 29. ledna 2014    | 13. prosince 2017 | 1414           |        | ČSSD                          | Sobotka      |
| 13.    |                       | Lubomír Metnar   | 13. prosince 2017 | 27. června 2018   | 187            |        | nestraník za ANO              | Babiš I.     |
| 14.    |                       | Jan Hamáček      | 27. června 2018   | 17. prosince 2021 | 1269           |        | ČSSD                          | Babiš II.    |
| 15.    |                       | Vít Rakušan      | 17. prosince 2021 | úřadující         | 1161           |        | STAN                          | Fiala        |